# جوجي (موسيقي)
جوجي (مواليد 18 سبتمبر 1992) هو مغني، رابر، كوميديان ويوتيوبر سابق ياباني.

## روابط خارجية
- جورج ميلر على موقع IMDb (الإنجليزية)
- جورج ميلر على موقع روتن توميتوز (الإنجليزية)
- جورج ميلر على موقع ميوزك برينز (الإنجليزية)
- جورج ميلر على موقع ميوزك برينز (الإنجليزية)
- جورج ميلر على موقع ميوزك برينز (الإنجليزية)
- جورج ميلر على موقع ميوزك برينز (الإنجليزية)
- جورج ميلر على موقع رولينغ ستون (الإنجليزية)
- جورج ميلر على موقع أول ميوزيك (الإنجليزية)
- جورج ميلر على موقع ديسكوغز (الإنجليزية)
- جورج ميلر على موقع قاعدة بيانات الفيلم (الإنجليزية)